# Thalassodes javensis
Thalassodes javensis là một loài bướm đêm trong họ Geometridae.